# 1-й Архівний провулок
Перший Архівний провулок (назва з кінця XIX століття) — провулок у Центральному адміністративному окрузі місто Москви на території району «Хамовники». З'єднує Малу Пирогівську і Велику Пирогівську вулиці.

## Походження назви
Назву провулок отримав наприкінці ХІХ ст. через архів Міністерства юстиції, що знаходиться тут. Будівля архіву була побудована в 1886 році.

## Будівлі та споруди
Дивлячись із Великої Пироговської вулиці, зліва знаходиться безпосередньо Державний архів Російської Федерації. Праворуч — Перший Московський державний медичний університет імені І. М. Сєченова: Клініка дитячих хвороб.

## Транспорт

### Метро
Найближча станція метро —  Фрунзенська.

### Наземний транспорт
На Великій Пирогівській вулиці: автобус м3, 15, 64, 255, С12; зупинка «Трубецька вулиця».
На Комсомольському проспекті: автобуси А, т28; зупинка «Станція метро „Фрунзенська“».